# Stellaria flaccida
Stellaria flaccida är en nejlikväxtart som beskrevs av William Jackson Hooker. Stellaria flaccida ingår i släktet stjärnblommor, och familjen nejlikväxter. Inga underarter finns listade i Catalogue of Life.